# Nordkanalen
Nordkanalen (Sruth na Maoile på Irsk og på Skotsk gælisk) er det farvand der adskiller det nordøstlige Nordirland fra det sydvestlige Skotland. Nordkanalen forbinder det Irske hav og Atlanterhavet.